# Matt Hughes
Matthew Allen Hughes (Hillsboro, 13 de outubro de 1973) é um lutador de artes marciais mistas (MMA). Ele já foi duas vezes campeão peso meio-médio do UFC, e já obteve sete defesas bem-sucedidas do cinturão seguidas. Se tornou membro do Hall da Fama do UFC em 28 de Maio de 2010 na Fã Expo do UFC 114. Detém notáveis vitórias sobre lutadores como Dave Menne, Carlos Newton, Hayato Sakurai, Sean Sherk, Frank Trigg, Joe Riggs, Royce Gracie, BJ Penn, Chris Lytle, Matt Serra, Renzo Gracie, Ricardo Almeida, e continua sendo um dos dois únicos homens a derrotar Georges St-Pierre. 
É o segundo lutador com mais lutas no UFC com 25, ficando somente atrás de Tito Ortiz, que teve 26 e detém o recorde de maior número de lutas no UFC. No entanto, Hughes detém o recorde de mais vitórias no UFC com 18, além de, entre 2001 e 2003, ter sido considerado o melhor lutador pound-for-pound. Um membro de longa data de Miletich Fighting Systems, Hughes deixou o campo Miletich no final de 2007 para começar Team Hughes.

## Início da vida
Hughes nasceu em Hillsboro, Illinois. Hughes tem dois irmãos, uma irmã e seu irmão gêmeo Mark. Durante os seus tempos de colégio que ambos jogavam futebol e lutou, e também passou um tempo "batendo no outro atrás do celeiro" de acordo com a comentarista do UFC Mike Goldberg.
Hughes foi para a faculdade no Southwestern Illinois College, uma faculdade de dois anos localizado em Belleville, Illinois antes de transferir para Lincoln College, em Lincoln, Illinois e depois para Eastern Illinois University em Charleston, Illinois. Ele fez a NJCAA Team All-American, e seus últimos dois anos ele foi listada na equipe NCAA Division I All-American.

### Wrestling
Hughes era um bi-£ 155 IHSA (Illinois High School Association) Classe A do estado campeão de wrestling. Ele venceu em 1991 e 1992, enquanto participava de Hillsboro (IL) High School. Além disso, Hughes é duas vezes Divisão I All-American wrestler, com um 8º e um 5º colocação na divisão 157 lb. Durante seu ano júnior e sênior do ensino médio, Matt foi invicto e ganhou campeonatos back-to-back do Estado na classe 145 lb. Ele teve um impressionante recorde, nos últimos 3 anos de carreira do ensino médio. Nesses três anos apenas, ele totalizou 131 vitórias contra apenas 2 derrotas, tanto as que vieram durante seu primeiro ano (segundo ano 43-2; júnior 43-0; 45-0 sênior).
Hughes já competiu no prestigiado ADCC Submission Wrestling World Championship, em que ele tinha um registro de 2-2. Este consiste de vitórias sobre Ricardo Almeida e Jeremy Horn e perdas de Jeff Monson e Tito Ortiz.

## Ultimate Fighting Championship

### Campeão Meio Médio
Hughes ganhou seu primeiro título mundial dos meios médios do UFC no  UFC 34: High Voltage em 2 de novembro de 2001. Na luta, Hughes foi pego em um triangulo pelo então campeão Carlos Newton, mas ele levantou Newton com um "Bate estaca" no ar e bateu-lhe o tapete, fazendo com que Newton pode bater na sua cabeça e perder a consciência, assim como Hughes estava à beira de desmaiar-se do estrangulamento. Após a luta Carlos declarou que sentiu a razão Hughes caiu no chão era porque ele estava inconsciente do triângulo. Isto foi confirmado por Hughes sobre a revisão da fita e pode ser ouvida dizendo a seu corner depois da luta "eu estava fora.". Em sua revanche posterior, Hughes ganhou por nocaute técnico, quando ele conseguiu prender Newton em uma submissão posição crucifixo, o que lhe permitiu a chover golpes sem resposta no rosto de defesa de Newton, até o árbitro parou o combate.
Ele defendeu com sucesso seu cinturão de campeão várias vezes em seguida, derrotando Hayato Sakurai, Carlos Newton (em uma revanche), Gil Castillo, Sean Sherk e Frank Trigg.

### Perda para Penn e reconquista do título
Ele manteve o título até UFC 46, quando ele foi derrotado pelo havaiano especialista em Brazilian Jiu-Jitsu BJ Penn via mata-leão no segundo 4:39 do primeiro round, em uma luta onde ele foi fortemente favorecido para ganhar. O título foi desocupado após uma disputa contratual entre Penn e do UFC.
Hughes recuperou o cinturão vago welterweight submetendo candidato do Canadá Georges St-Pierre via armlock no segundo final do primeiro round em UFC 50. A luta foi muito competitiva, com Hughes capaz de derrubar GSP duas vezes. Depois de recuperar o título, Hughes sucesso retido em uma revanche com Frank Trigg em UFC 52. Depois de ter sido acidentalmente atingido na virilha no início do primeiro round, Hughes olhou para o árbitro para a assistência, no entanto, o árbitro não tinha visto o acidente e Trigg aproveitou a distração de Hughes com incríveis socos. A luta foi rapidamente para o chão, com Trigg ground-and-pounding em Hughes , em seguida, tentar um mata-leão. Hughes garantiu a vitória com um mata-leão de sua autoria.
Próxima luta Hughes teve lugar no UFC 56, onde ele estava programado para lutar com praticante Judô Karo Parisyan. Depois Parysian sofreu uma lesão coxa e não pôde lutar, Joe Riggs tomou seu lugar. A luta estava originalmente marcada como uma disputa pelo título, mas desde Riggs não poderia cumprir o limite de peso de £ 170, tornou-se uma luta não-título. Hughes derrotou Riggs no primeiro round por finalização via kimura. Em UFC 60, em 27 de maio de 2006, Hughes derrotou a lenda Brazilian Jiu-Jitsu Royce Gracie em um  não-título, luta catchweight terminada por nocaute técnico (socos). Antes da paralisação, Gracie foi pego no armlock posição montagem lateral, embora Hughes parecia ter a submissão no local, Gracie não bateu. Hughes afirmou em entrevistas anteriores que ele não conseguia aproveitar bastante o braço de Gracie para quebrá-lo , assim ele liberou a posição para buscar uma posição mais dominante.
Em setembro de 2006, Hughes defendeu seu título em uma revanche contra BJ Penn, parando-o no terceiro round. Hughes prendeu o braço de Penn e deu cerca de 40 golpes no rosto desprotegido de Penn indefeso, obrigando o árbitro a interromper o combate.

### Perda para St-Pierre
Em 18 de novembro de 2006,  UFC 65: Bad Intentions, Georges St-Pierre derrotou Hughes por nocaute técnico 1:25 do segundo round, terminando reinado Hughes. Na primeira rodada, Hughes recebeu dois chutes involuntários perto da virilha; após Hughes receber o segundo pontapé, St-Pierre foi advertido pelo árbitro "Big" John McCarthy. "A segunda vez que eu cair, ele não era realmente por causa da minha virilha, mas afetou as minhas pernas mais do que a minha virilha. Eu não sei se é uma coisa no nervo ou o que aconteceu". disse Matt Hughes na conferência de imprensa pós-luta do UFC 65. Chegando ao fim do primeiro round, St-Pierre acertou um soco Superman. St-Pierre, em seguida, seguiu com ataques a seu adversário atordoado. Quando parecia que a luta seria interrompida, a campainha tocou sinalizando o fim do primeiro round. Foi na segunda rodada que St-Pierre terminou a luta com um chute na cabeça que surpreendeu Hughes e derrubou-o no chão, seguindo-se com uma rajada de socos e cotoveladas que forçou McCarthy parar em 1:25 do round 2.

### Retorno
Em 3 de março de 2007, Hughes voltou ao octógono para  UFC 68.: Uprising, derrotando Chris Lytle por decisão unânime, ganhando 30-27, todos os três juízes.
Na sequência de uma vitória por Matt Serra sobre Georges St-Pierre em UFC 69, foi anunciado pelo presidente do UFC Dana White que Hughes será novamente lutando pelo Título Mundial Welterweight em novembro de 2007 contra Serra. Esta luta foi posteriormente alterado para 29 de dezembro de 2007 em Las Vegas, em UFC 79: Nemesis. Em 24 de novembro, no entanto, Serra sofreu uma hérnia de disco na região lombar e teve que informar o UFC que ele não seria capaz de competir por um tempo indeterminado. Como um substituto para a disputa do título da Serra / Hughes, o UFC rapidamente assinou um jogo de borracha entre Hughes e St-Pierre, que também seria para o Cinturão Interino Welterweight do UFC. Apesar de seus melhores esforços, Hughes era capaz de montar qualquer ofensa grave em St-Pierre, que facilmente evitados todos tentativas de remoção de Hughes, tendo igualmente em Hughes para baixo à vontade e usando Hughes próprio estilo ground-and-pound contra ele. Perto do fim do segundo round, St-Pierre tentou uma kimura no braço direito de Hughes que ele escapou, mas em uma reversão de sua primeira luta, St-Pierre foi capaz de torcê-lo em uma chave de braço em linha reta com 15 segundos restantes na rodada. Com a mão esquerda presa entre o chão e as pernas St-Pierre, Hughes foi forçado a apresentar verbalmente em 4:54 do segundo round. Na entrevista pós-luta, Hughes elogiou St-Pierre como o melhor lutador e declarou sua intenção de levar algum tempo fora e passar com sua família.
Em meados de final de 2007, Hughes deixou o campo Miletich com Robbie Lawler, antigo treinador de boxe Matt Pena, wrestling e professor condicionado Marc Fiore para formar O HIT Squad (Hughes Treinamento Intensivo) em Granite City, Illinois.
Hughes lutou Thiago Alves em  UFC 85: Bedlam em 7 de junho de 2008. Hughes perdeu a luta para Thiago Alves devido a paralisação do árbitro (TKO) em 1:02 no round 2. Depois de receber uma joelhada poderosa de Alves, ele caiu no chão com o joelho esquerdo próprio preso atrás de seus quadris, em última análise, rasgou o MCL e parcialmente rasgou o PCL. Essa foi uma luta catchweigh, porque Alves não conseguiu bater o peso.

### The Ultimate Fighter
Em 2005, Hughes e Rich Franklin participaram como treinadores, na segunda temporada do reality show da Spike TV, The Ultimate Fighter. Em 2007, Hughes participou como convidado para treinador amigo de longa data e parceiro de treinos, Jens Pulver durante a The Ultimate Fighter 5 temporada.
Hughes aceitou ser treinador novamente para o The Ultimate Fighter 6, ao lado de ex-campeão mundial dos leves UFC, Matt Serra. Apesar do fato de que, após a fase preliminar, recorde da equipe de Hughes foi 2-6, ambos Mac Danzig e Tommy Speer do Team Hughes fez chegar até as finais.

### Hughes vs Serra e futuro
Imediatamente após a luta de Alves, Hughes afirmou que teve "uma luta mais", e que ele queria lutar com Matt Serra. Sua rivalidade surgiu a partir do momento Serra era um concorrente em The Ultimate Fighter e Hughes um treinador. Serra não gostou da forma como Hughes criticou outros concorrentes no show, e ficou revoltado quando Hughes perturbou Georges St-Pierre durante uma pausa para o almoço e se gabava de sua vitória submissão. Em 9 de janeiro de 2009, Hughes confirmou em seu blog web-site, que UFC 98 provavelmente seria o dia em que ele e Serra se encontraram no Octagon. Hughes venceu a luta contra Serra no UFC 98 por decisão unânime. Após a luta Hughes e Serra se abraçaram e terminou sua rivalidade. Após a luta Matt Hughes disse: "Eu acho que tenho mais algumas lutas". Hughes postou em seu blog: "Quando a luta terminou, eu estava bastante confiante de que eu ia pegar minha mão levantada. Algumas pessoas têm perguntado por que eu levantei a mão no final. Na verdade eu não fiz, ele levantou a minha, ele também me disse que, não importa qual a decisão foi, ele foi feito com a rivalidade".
Hughes assinou um contrato multi-luta. Hughes derrotou Renzo Gracie via TKO no terceiro round UFC 112, estabelecendo o recorde de vitórias no UFC, com 17. Em 28 de maio de 2010, Hughes foi introduzido no Hall of Fame do UFC. Hughes derrotou o estudante e 3 º grau Brazilian Jiu-Jitsu faixa preta Ricardo Almeida com uma chave de braço em 3:15 do round 1, em 7 de agosto de 2010 em UFC 117.
Hughes enfrentou BJ Penn em 20 de novembro de 2010, pela terceira vez em UFC 123. Penn saiu forte nos primeiros segundos do round de abertura, pegando uma de Hughes dos chutes e derrubando-o equilíbrio com um gancho. O duelo terminou em 21 segundos do primeiro round, com sua trilogia contra Penn terminando com 1 vitória a 2 derrotas para BJ. A luta marcou a primeira vez que Hughes tinha sido nocauteado (ele já havia perdido por nocaute técnico). Pós-luta Hughes sugeriu que a perda foi um passo mais perto da aposentadoria.
Hughes era esperado para enfrentar Diego Sanchez em 24 de setembro de 2011, UFC 135. No entanto, Sanchez foi forçado a sair da luta com uma lesão e substituído por Josh Koscheck. Hughes sofreu uma perda KO para Koscheck at 4:59 do primeiro round.

## Vida pessoal
Matt Hughes é um cristão renascido e regularmente posta mensagens versículos da Bíblia em seu site.
Hughes e sua esposa Audra têm duas filhas juntos e cada um tem um filho de um relacionamento anterior, a segunda filha do casal nasceu em 2 de janeiro de 2010.
Ele publicou sua autobiografia,  Made in America: O campeão mais dominante da história do UFC.

## Campeonatos e realizações

### Artes Marciais Misturadas
- Ultimate Fighting Championship
  - Campeão dos pesos meio médios do UFC (Duas vezes)
  - Finalização da Noite (Uma vez)
  - Luta da Noite (Uma vez)
  - UFC Hall of Famer
  - Mais vitórias no UFC (Dezoito)
  - Mais vitórias na divisão Meio médio (Dezoito)
  - Duas separadas vitória de seis lutas no UFC
  - Derrotado todos, exceto um (Pat Miletich) no Campeões Welterweight do UFC
  - Lutador com mais lutas no UFC.
  - Segundo título mais bem-sucedido defesas da história do UFC (Sete)
  - A maioria combinados como UFC Welterweight (1.577 dias)

- Black Belt Magazine
  - 2006 NHB Lutador do Ano

- Bleacher Report
  - Welterweight da Década

### Wrestling Amador
- National Collegiate Athletic Association
  - NCAA Division I Team All-American (Duas vezes)
  - NCAA Divisão I 158 lb - 8 º lugar de Eastern Illinois University (1996)
  - NCAA Divisão I 158 lb - 5 º lugar de Eastern Illinois University (1997)
- National Junior College Athletic Association
  - NJCAA Team All-American (Duas vezes)
  - Hall of Fame NJCAA

### Submission grappling
- Grapplers Quest
  - Campeão dos médios avançada em 2002 no Grapplers Quest West Championships (2/23/02)

## Cartel no MMA
| Cartel no MMA   |             |            |
| 54 lutas        | 45 vitórias | 9 derrotas |
| Por nocaute     | 15          | 5          |
| Por finalização | 20          | 4          |
| Por decisão     | 10          | 0          |

| Res.    | Cartel | Oponente           | Método                                         | Evento                                   | Data       | Round | Tempo | Local                      | Notas                                              |
| ------- | ------ | ------------------ | ---------------------------------------------- | ---------------------------------------- | ---------- | ----- | ----- | -------------------------- | -------------------------------------------------- |
| Derrota | 45-9   | Josh Koscheck      | Nocaute (socos)                                | UFC 135                                  | 24/09/2011 | 1     | 4:59  | Denver, Colorado           |                                                    |
| Derrota | 45–8   | B.J. Penn          | Nocaute (socos)                                | UFC 123                                  | 20/11/2010 | 1     | 0:21  | Auburn Hills, Michigan     |                                                    |
| Vitória | 45–7   | Ricardo Almeida    | Finalização Técnica (estrangulamento anaconda) | UFC 117                                  | 07/08/2010 | 1     | 3:15  | Oakland, Califórnia        | Finalização da Noite.                              |
| Vitória | 44–7   | Renzo Gracie       | Nocaute Técnico (socos)                        | UFC 112                                  | 30/04/2010 | 3     | 4:40  | Abu Dhabi                  |                                                    |
| Vitória | 43–7   | Matt Serra         | Decisão (unânime)                              | UFC 98                                   | 23/05/2009 | 3     | 5:00  | Las Vegas, Nevada          | Luta da Noite.                                     |
| Derrota | 42–7   | Thiago Alves       | Nocaute Técnico (joelhada voadora e socos)     | UFC 85                                   | 07/06/2008 | 2     | 1:02  | Londres                    | Peso Casado (174 lbs); Alves não bateu o peso.     |
| Derrota | 42–6   | Georges St. Pierre | Finalização (chave de braço)                   | UFC 79                                   | 29/12/2007 | 2     | 4:54  | Las Vegas, Nevada          | Pelo Cinturão Interino Meio Médio do UFC           |
| Vitória | 42–5   | Chris Lytle        | Decisão (unânime)                              | UFC 68                                   | 03/03/2007 | 3     | 5:00  | Columbus, Ohio             |                                                    |
| Derrota | 41–5   | Georges St. Pierre | Nocaute Técnico (golpes)                       | UFC 65                                   | 18/11/2006 | 2     | 1:25  | Sacramento, Califórnia     | Perdeu o Cinturão Meio Médio do UFC                |
| Vitória | 41–4   | B.J. Penn          | Nocaute Técnico (socos)                        | UFC 63                                   | 23/09/2006 | 3     | 3:53  | Anaheim, Califórnia        | Defendeu o Cinturão Meio Médio do UFC              |
| Vitória | 40–4   | Royce Gracie       | Nocaute Técnico (socos)                        | UFC 60                                   | 27/05/2006 | 1     | 4:39  | Los Angeles, Califórnia    | Peso Casado (175 lbs); Não válida pelo título.     |
| Vitória | 39–4   | Joe Riggs          | Finalização (kimura)                           | UFC 56                                   | 19/11/2005 | 1     | 3:26  | Las Vegas, Nevada          | Luta não valendo cinturão, Riggs não bateu o peso. |
| Vitória | 38–4   | Frank Trigg        | Finalização (mata leão)                        | UFC 52                                   | 16/04/2005 | 1     | 4:05  | Las Vegas, Nevada          | Defendeu o Cinturão Meio Médio do UFC.             |
| Vitória | 37–4   | Georges St. Pierre | Finalização (chave de braço)                   | UFC 50                                   | 22/10/2004 | 1     | 4:59  | Atlantic City, Nova Jersey | Ganhou o Cinturão Meio Médio Vago do UFC.          |
| Vitória | 36–4   | Renato Verissimo   | Decisão (unânime)                              | UFC 48                                   | 19/06/2004 | 3     | 5:00  | Las Vegas, Nevada          |                                                    |
| Derrota | 35–4   | B.J. Penn          | Finalização (mata leão)                        | UFC 46                                   | 31/01/2004 | 1     | 4:39  | Las Vegas, Nevada          | Perdeu o Cinturão Meio Médio do UFC                |
| Vitória | 35–3   | Frank Trigg        | Finalização (mata leão)                        | UFC 45                                   | 21/11/2003 | 1     | 3:54  | Uncasville, Connecticut    | Defendeu o Cinturão Meio Médio do UFC.             |
| Vitória | 34–3   | Sean Sherk         | Decisão (unânime)                              | UFC 42                                   | 25/04/2003 | 5     | 5:00  | Miami, Flórida             | Defendeu o Cinturão Meio Médio do UFC.             |
| Vitória | 33–3   | Gil Castillo       | Nocaute Técnico (interrupção médica)           | UFC 40                                   | 22/11/2002 | 1     | 5:00  | Las Vegas, Nevada          | Defendeu o Cinturão Meio Médio do UFC.             |
| Vitória | 32–3   | Carlos Newton      | Nocaute Técnico (golpes)                       | UFC 38                                   | 13/07/2002 | 4     | 3:27  | Londres                    | Defendeu o Cinturão Meio Médio do UFC.             |
| Vitória | 31–3   | Hayato Sakurai     | Nocaute Técnico (golpes)                       | UFC 36                                   | 22/03/2002 | 4     | 3:01  | Las Vegas, Nevada          | Defendeu o Cinturão Meio Médio do UFC.             |
| Vitória | 30–3   | Carlos Newton      | Nocaute (slam)                                 | UFC 34                                   | 02/11/2001 | 2     | 1:27  | Las Vegas, Nevada          | Ganhou o Cinturão Meio Médio do UFC.               |
| Vitória | 29–3   | Steve Gomm         | Nocaute Técnico                                | Extreme Challenge 43                     | 08/09/2001 | 2     | 3:18  | Orem, Utah                 |                                                    |
| Vitória | 28–3   | Hiromitsu Kanehara | Decisão (majoritária)                          | Fighting Network Rings: 10th Anniversary | 11/08/2001 | 3     | 5:00  | Tóquio                     |                                                    |
| Vitória | 27–3   | Chatt Lavender     | Finalização (triângulo)                        | Extreme Challenge 41                     | 13/07/2001 | 3     | 2:31  | Davenport, Iowa            |                                                    |
| Vitória | 26–3   | Scott Johnson      | Nocaute (soco)                                 | Extreme Challenge 40                     | 16/06/2001 | 1     | 3:24  | Springfield, Illinois      |                                                    |
| Vitória | 25–3   | John Cronk         | Finalização (socos)                            | Gladiators 14                            | 11/05/2001 | 1     | N/A   | Omaha, Nebraska            |                                                    |
| Vitória | 24–3   | Bruce Nelson       | Finalização (socos)                            | Freestyle Combat Challenge 4             | 31/03/2001 | 1     | 3:01  | Racine, Wisconsin          |                                                    |
| Vitória | 23–3   | Brett Al-azzawi    | Finalização (chave de braço)                   | Rings USA: Battle of Champions           | 17/03/2001 | 1     | 3:27  | Council Bluffs, Iowa       |                                                    |
| Derrota | 22–3   | José Landi-Jons    | Nocaute Técnico (joelhada)                     | Shidokan Jitsu: Warriors War 1           | 08/02/2001 | 1     | 4:45  | Kuwait                     |                                                    |
| Derrota | 22–2   | Dennis Hallman     | Finalização (chave de braço)                   | UFC 29                                   | 16/12/2000 | 1     | 0:20  | Tóquio                     |                                                    |
| Vitória | 22–1   | Maynard Marcum     | Finalização (chave de braço)                   | Rings Australia: Free Fight Battle       | 12/11/2000 | 1     | 6:29  | Brisbane                   |                                                    |
| Vitória | 21–1   | Robbie Newman      | Finalização (triângulo)                        | Rings USA: Rising Stars Final            | 30/09/2000 | 1     | 1:40  | Moline, Illinois           |                                                    |
| Vitória | 20–1   | Chris Haseman      | Decisão (unânime)                              | Rings: Millennium Combine 3              | 23/08/2000 | 2     | 5:00  | Osaka                      |                                                    |
| Vitória | 19–1   | Joe Guist          | Finalização (chave de braço)                   | Extreme Challenge 35                     | 29/06/2000 | 1     | 2:45  | Davenport, Iowa            |                                                    |
| Vitória | 18–1   | Marcelo Aguiar     | Nocaute Técnico (socos)                        | UFC 26                                   | 09/06/2000 | 1     | 4:34  | Cedar Rapids, Iowa         |                                                    |
| Vitória | 17–1   | Shawn Peters       | Finalização (triângulo)                        | Extreme Challenge 32                     | 21/05/2000 | 1     | 2:52  | Springfield, Illinois      |                                                    |
| Vitória | 16–1   | Alexandre Barros   | Decisão (unânime)                              | WEF 9: World Class                       | 13/05/2000 | 3     | 5:00  | Evansville, Indiana        |                                                    |
| Vitória | 15–1   | Eric Davila        | Finalização (chave de braço)                   | SuperBrawl 17                            | 15/04/2000 | 2     | 3:24  | Honolulu, Hawaii           |                                                    |
| Vitória | 14–1   | Jorge Pereira      | Nocaute Técnico (corte)                        | WEF 8: Goin' Platinum                    | 15/01/2000 | 1     | 6:00  | Rome, Geórgia              |                                                    |
| Vitória | 13–1   | Daniel Vianna      | Nocaute (slam)                                 | JKD Challenge 3                          | 20/11/1999 | 1     | 2:16  | Chicago, Illinois          |                                                    |
| Vitória | 12–1   | Laverne Clark      | Finalização (mata leão)                        | Extreme Challenge 29                     | 13/11/1999 | 2     | 1:35  | Hayward, Wisconsin         |                                                    |
| Vitória | 11–1   | Tom Schmitz        | Finalização (lesão)                            | Extreme Challenge 29                     | 13/11/1999 | 1     | 0:48  | Hayward, Wisconsin         |                                                    |
| Vitória | 10–1   | Joe Doerksen       | Finalização (socos)                            | Extreme Challenge 29                     | 13/11/1999 | 2     | 0:25  | Hayward, Wisconsin         |                                                    |
| Vitória | 9–1    | Valeri Ignatov     | Decisão (unânime)                              | UFC 22                                   | 24/09/1999 | 3     | 5:00  | Lake Charles, Louisiana    |                                                    |
| Vitória | 8–1    | Akihiro Gono       | Decisão (unânime)                              | Shooto: 10th Anniversary Event           | 29/05/1999 | 3     | 5:00  | Yokohama                   |                                                    |
| Vitória | 7–1    | Erick Snyder       | Nocaute Técnico (slam)                         | Jeet Kune Do Challenge 4                 | 24/04/1999 | 1     | N/A   | Chicago, Illinois          |                                                    |
| Vitória | 6–1    | Joe Stern          | Finalização (socos)                            | Extreme Challenge 23                     | 02/04/1999 | 1     | 2:30  | Indianapolis, Indiana      |                                                    |
| Vitória | 5–1    | Ryan Stout         | Nocaute Técnico (interrupção do córner)        | Extreme Shootfighting                    | 11/12/1998 | 2     | 5:00  | Waukesha, Wisconsin        |                                                    |
| Derrota | 4–1    | Dennis Hallman     | Finalização Técnica (guilhotina em pé)         | Extreme Challenge 21                     | 17/10/1998 | 1     | 0:17  | Hayward, Wisconsin         |                                                    |
| Vitória | 4–0    | Dave Menne         | Decisão (unânime)                              | Extreme Challenge 21                     | 17/10/1998 | 1     | 15:00 | Hayward, Wisconsin         |                                                    |
| Vitória | 3–0    | Victor Hunsaker    | Nocaute técnico (socos)                        | Extreme Challenge 21                     | 17/10/1998 | 1     | 1:39  | Hayward, Wisconsin         |                                                    |
| Vitória | 2–0    | Craig Quick        | Finalização (socos)                            | Jeet Kune Do Challenge 1                 | 25/04/1998 | 1     | N/A   | Chicago, Illinois          |                                                    |
| Vitória | 1–0    | Erick Snyder       | Finalização (slam)                             | JKD: Challenge 2                         | 01/01/1998 | 1     | 0:15  | Chicago, Illinois          |                                                    |